# Лебединский, Константин Михайлович
Константин Михайлович Лебединский (род. 25 сентября 1967, Ленинград) — врач анестезиолог-реаниматолог высшей категории, доктор медицинских наук (2001), профессор (2006).

## Биография
Родился в 1967 году в Ленинграде, в семье научного сотрудника Ленинградского отделения Математического института им. В. А. Стеклова АН СССР и преподавателя кафедры романо-германской филологии филологического факультета Ленинградского государственного университета им. А. А. Жданова.
После окончания в 1985 физико-математической школы № 470 поступил в Ленинградский педиатрический медицинский институт, который окончил с отличием (1992).
В студенческие годы — член подготовительного комитета, затем — сопредседатель Всесоюзного студенческого форума (Москва, ноябрь 1989), первый заместитель председателя комиссии ЦК ВЛКСМ по студенческому движению, координатор студенческого информационно-аналитического центра Госкомитета СССР по народному образованию. Член КПСС с апреля 1989 года.
В 1992-94 — клинический ординатор кафедры факультетской хирургии СПб государственной педиатрической медицинской академии по специальности «анестезиология и реаниматология», с 1994 — ассистент той же кафедры. В 1997 защитил кандидатскую, с этого же года — доцент кафедры анестезиологии-реаниматологии и неотложной педиатрии с курсом ФПК и ПП педиатрической академии. В 2000 защитил докторскую, с 2001 — профессор той же кафедры. С января 2002 — профессор, с июня — заведующий кафедрой анестезиологии и реаниматологии (ныне — им. В. Л. Ваневского) СПб медицинской академии последипломного образования, ныне — Северо-Западного государственного медицинского университета им. И. И. Мечникова.
Вице-президент Ассоциации анестезиологов и реаниматологов Санкт-Петербурга (1999—2004), вице-президент Научно-практического общества анестезиологов и реаниматологов Санкт-Петербурга (2001—2005), член Проблемной комиссии по анестезиологии и реаниматологии Межведомственного научного совета по хирургии РАМН (2002—2008), член Президиума Правления Общероссийской общественной организации «Федерация анестезиологов и реаниматологов» (ФАР) (2008-), заместитель председателя профильной комиссии Экспертного совета в сфере здравоохранения Минздравсоцразвития РФ по специальности «Анестезиология и реаниматология» (2009—2010).
Координатор Фонда европейского анестезиологического образования (FEEA, ныне СЕЕА) по Российской Федерации (2006-), член Комитета европейского анестезиологического образования (СЕЕА, срок полномочий 2010—2013), председатель СЕЕА (2013—2015) и редактор интернет-сайта Европейского общества анестезиологии (ESA Website Editor, 2008—2014), член научного комитета Всемирной федерации обществ анестезиологов (WFSA Scientific Affairs Committee, 2008—2016).
Кандидат медицинских наук (1997, 14.00.27 — хирургия), доктор медицинских наук (2001, 14.00.37 — анестезиология и реаниматология), профессор (2006). Автор и соавтор более 400 научных работ, включая 5 изобретений и 10 монографий.
Женат, в 2005 году родился сын.

## Деятельность
- Заведующий кафедрой анестезиологии и реаниматологии имени В. Л. Ваневского Северо-Западного государственного медицинского университета им. И. И. Мечникова (Июнь 2002-)
- Главный научный сотрудник Федерального научно-клинического центра реаниматологии и реабилитологии (Апрель 2020-).
- Главный редактор журнала «Анестезиология и реаниматология» (Июль 2020-).
- Президент Общероссийской общественной организации «Федерация анестезиологов и реаниматологов» (ФАР) (Февраль 2017-).
- Заместитель председателя Экспертного совета по хирургическим наукам Высшей аттестационной комиссии (ВАК) при Министерстве науки и высшего образования (Минобрнауки) России (2016-).
- Член диссертационных советов Д 208.087.02 при Санкт-Петербургской государственной педиатрической медицинской академии (2002-) и Д 208.089.02 при Санкт-Петербургской медицинской академии последипломного образования по специальности 14.00.37 — анестезиология и реаниматология (2003-).
- Профессор-консультант Клинического госпиталя медико-санитарной части Главного управления Министерства внутренних дел России по Санкт-Петербургу и Ленинградской области.
- Член Совета Европейского общества анестезиологии от России (ESA Council member, 2016—2021).